# Bruno Salomone
Bruno Salomone (Villeneuve-Saint-Georges, 13 luglio 1970) è un attore, comico e doppiatore francese.

## Biografia

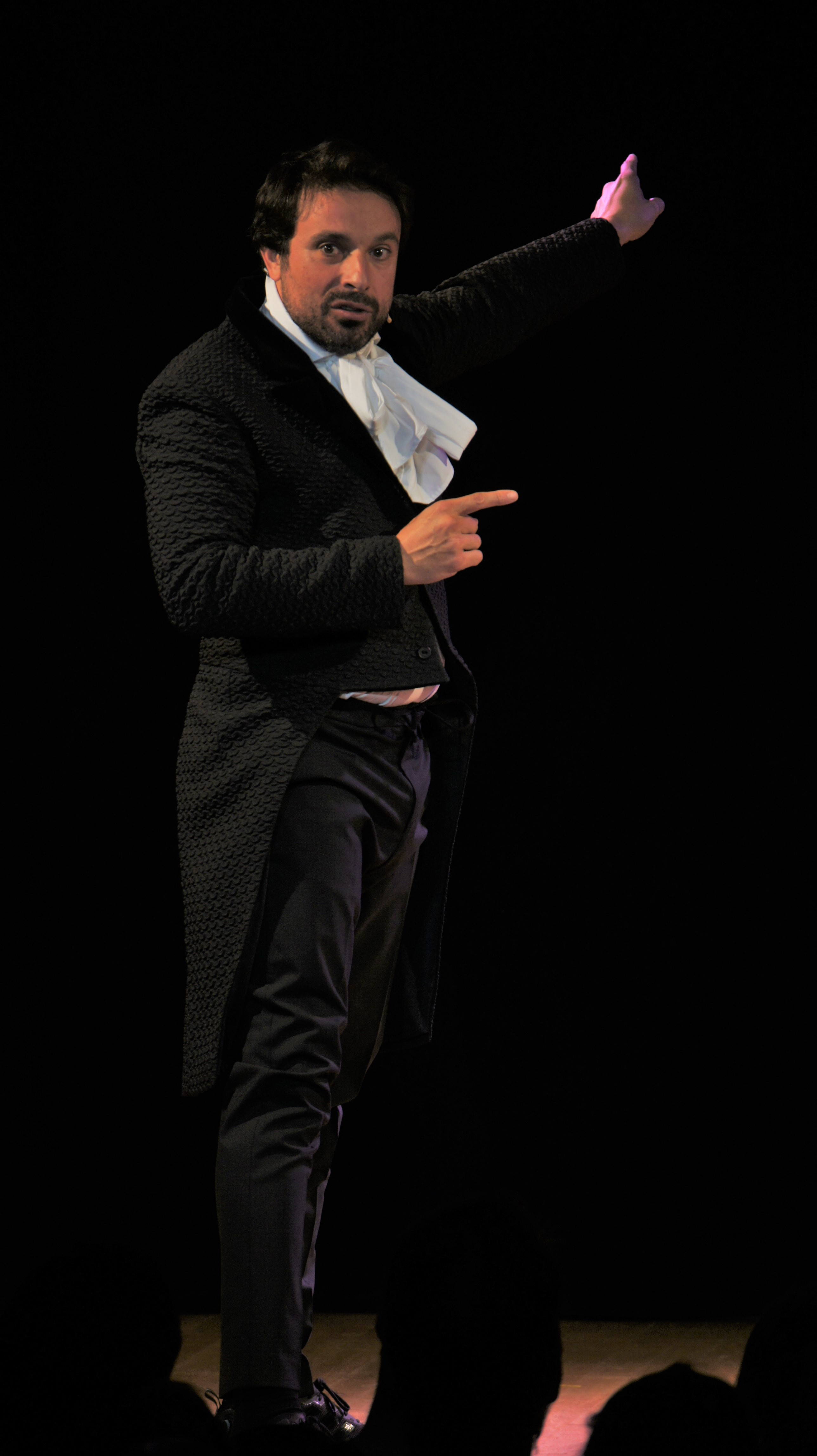
Bruno Salomone durante uno dei suoi spettacoli teatrali nel 2016

È figlio unico di madre fiamminga e padre siciliano. Inizialmente interessato a diventare veterinario, ha iniziato la carriera da attore a partire dagli anni 90. È anche attore teatrale.

## Filmografia
- Gamer, regia di Patrick Levy (2001)
- Le Carton, regia di Charles Nemes (2004)
- Brice de Nice, regia di James Huth (2005)
- Brillantes, regia di Sylvie Gautier (2023)

### Televisione
- Farce Attaque – serie TV (1998)
- Caméra Café – serie TV, 1 episodio (2002)
- État de manque, regia di Claude d'Anna – film TV (2008)
- Le temps est à l'orage, regia di Joyce Buñuel – film TV (2009)
- Sharknado 3 (Sharknado 3: Oh Hell No!), regia di Anthony Ferrante – film TV (2015) - non accreditato
- Fais pas ci, fais pas ça – serie TV, 68 episodi (2007-2017)
- Harcelés, regia di Olivier Barma – film TV (2021)
- Père Noël à domicile, regia di Emmanuel Joucla – film TV (2024)

## Doppiaggio
- Sindrome in Gli Incredibili - Una "normale" famiglia di supereroi (2004)
- Jolly Jumper in Lucky Luke (2009)
- Nico in Un gatto a Parigi
- Albert in Un mostro a Parigi (2011)
- Will Arnett in Cip & Ciop agenti speciali (2022)

## Teatro
- Bruno Salomone au Bataclan (2003)
- Euphorique (2016)
- Le Show du futur (2019)

## Doppiatori italiani
Da doppiatore, nelle versioni in italiano è stato sostituito da:
- Sergio Lucchetti in Un gatto a Parigi